# Хрулёв, Михаил Валерьянович
Михаил Валерианович Хрулёв (1908—1978) — советский учёный, инженер.

## Биография
Родился 11 ноября 1908 года в Москве. В 1935 году окончил МХТИ имени Д. И. Менделеева по специальности инженер-технолог. Был направлен на работу на предприятие п/я 16 (впоследствии завод «Капролактам»). Занимал должности заместителя начальника цеха, начальника цехов № 1 и № 3. С 1940 года, после ареста Н. А. Гольдберга, главный инженер-технолог УКСа.
В 1942 году наладил на заводе производство боевых отравляющих веществ.
В 1948 году внедрена в производство новая конструкция трехкатодного хлорного электролизера К-3.
В 1947—1952 годах были запущены в эксплуатацию цехи по производству хлористого алюминия, перхлорвиниловых смол и окиси этилена.
Принимал участие в освоении промышленного производства многих химических продуктов, таких как винилхлорид и поливинилхлорид, бензоилхлорид и перекись бензоила, этилцеллозольв, этиленгликоль, натрий едкий реакционный, адипиновая кислота, абсолютированный изопропиловый спирт, триэтиленгликоль и другие.
Был уволен с завода № 96 («Капролактам») по причине аварии и взрыва в цехе № 6 по производству иприта, в результате которого погибло 24 человека.
В 1963 году перешел на работу в проектный институт «Гипрополимер».
Доктор технических наук, профессор, зав. кафедрой электрохимических производств ГПИ.
Автор 23 изобретений.
Умер в 1978 году в Москве.

## Награды и премии
- два ордена Трудового Красного Знамени
- медали
- Сталинская премия третьей степени (1949) — за разработку конструкции и внедрение в промышленность электролизёра для получения химических продуктов (К-3)